# Законы о запрете образования рабов в США
Законы о запрете образования рабов действовали во многих рабовладельческих штатах до и во время гражданской войны в США, затрагивая рабов, вольноотпущенников и, в некоторых случаях, всех «цветных» людей. Большей частью эти законы вступили в силу после публикации «Обращения к цветным гражданам мира», опубликованного в 1829 году аболиционистом Дэвидом Уокером, в котором тот открыто выступал в поддержку неповиновения чернокожих и поддержал восстание рабов Ната Тернера в 1831 году. Южная белая общественность уже к тому времени была напугана Гаитянской революцией 1804 года и восстанием Денмарка Веси в 1822 году.
Уильям М. Бэнкс писал в книге «Чёрные интеллектуалы»:
 «Грамотность также угрожала сети контроля и слежки за рабами на юге. Обеспокоенность побегами побудила рабовладельцев требовать, чтобы все рабы, путешествовавшие без сопровождения за пределы плантации, имели при себе пропуск. Однако грамотные рабы могли подделать необходимые бумаги и сбежать на север (лишь немногие белые патрульные умели читать достаточно хорошо, чтобы понять, что документ не был подлинным). Многие рабы, которые научились писать, действительно достигли свободы этим методом. В разыскиваемых плакатах о побегах часто упоминалось, умеет ли бежавший писать.»

## Законы отдельных штатов об ограничении грамотности рабов
«За исключением Мэриленда и Кентукки, в каждом южном штате было полностью запрещено образование рабов», — пишет Анджела Дэвис.
В период с 1829 по 1834 год в штатах Алабама, Джорджия, Луизиана, Северная и Южная Каролина и Вирджиния были приняты законы о запрете грамотности чернокожих. Южная Каролина запретила обучать рабов чтению и письму, что наказывалось штрафом в 100 фунтов и шестимесячным тюремным заключением, путём внесения поправки в «Закон о неграх» 1739 года.
Веб-сайт «Борьба со злоупотреблениями в муниципальных судах» (court.rchp.com) перечисляет следующие ключевые законы:
- 1819, Миссури: Запрещены собрания рабов и обучение их чтению или письму.
- 1829, Джорджия: Запрещено учить чернокожих читать, что наказывалось штрафом и тюремным заключением
- 1832, Алабама и Вирджиния: запрещено белым учить чернокожих читать или писать, наказывалось штрафами.
- 1833, Джорджия: Запрещено чёрным выполнять работу, связанную с чтением или письмом (согласно Закону о занятости); также запрещено обучать чернокожих, что наказывалось штрафами (согласно Закону о запрете грамотности)
- 1847, Миссури: Запрещено учить чернокожих читать или писать[7]

В одном законе Вирджинии XIX века указывалось: «Любое собрание негров с целью обучения чтению или письму или в ночное время с любой целью является незаконным собранием. Любой судья может выдать ордер любому учреждению или другому лицу с правом войти в любое место, где может проходить такое собрание, и арестовать там любого негра; и он, или любой другой судья, может распорядиться о наказании такого негра бичеванием».
В Северной Каролине темнокожие, которые не подчинялись закону, приговаривались к порке, а белые наказывались штрафом и / или тюремным заключением.
Законы, ограничивающие образование чернокожих студентов, не ограничивались югом. В 1833 году, после того как черные и белые аболиционисты основали школу-интернат для афроамериканских девушек в Кентербери, штат Коннектикут, законодательный орган штата запретил обучение «цветных учеников, которые не были жителями штата», и вскоре после этого школа была сожжена.

## Сопротивление
Педагоги на Юге нашли способы обойти и оспорить закон. Джон Берри Мичум, например, переместил свою школу из Сент-Луиса, штат Миссури, когда этот штат принял закон о борьбе с грамотностью чернокожих в 1847 году, и учредил её вновь под названием «Плавучая школа свободы» на пароходе, курсировавшем по реке Миссисипи, которая находилась за пределами юрисдикции штата Миссури. Маргарет Криттендон Дуглас, которая была арестована, предана суду и отсидела месяц в тюрьме за обучение свободных чернокожих детей в Норфолке, штат Вирджиния, после этого написала книгу о своем опыте, которая помогла привлечь внимание всей страны к законам против грамотности.
«Некоторые рабовладельцы терпели рабскую грамотность. Другие игнорировали законодательство по экономическим причинам, понимая, что грамотные рабы могут вести учёт и деловые операции и, таким образом, увеличивать прибыль и свободное время для плантаторов. Запреты также игнорировались благочестивыми учителями, которые хотели, чтобы их рабы читали Библию. Есть также многочисленные сообщения о том, что дети-плантаторы любили „играть в школу“ и обучали своих сверстников среди рабов элементам грамотности». 